# Ceratandra venosa
Ceratandra venosa es una especie de orquídea de hábitos terrestres.

## Descripción
Es una orquídea terrestre con pequeñas flores, endémica de la Provincia Occidental del Cabo, en Sudáfrica, donde habita principalmente las laderas de las montañas no muy altas, por lo general florece después de  incendios ocasionales.
Son plantas de raíces gruesas, a veces con pequeños tubérculos, del que nacen hasta cuatro tallos que miden menos de medio metro de altura, con hojas lineares  alargadas y espaciadas de una roseta cerca a su extremo. La inflorescencia es terminal con flores de sépalos dorsales dispuestas junto a los pétalos que forman un conjunto, abriéndose a los lados. El labelo tiene forma de ancla, y la columna contiene dos polinias . Las flores segregan aceite, recogidas por las abejas de la familia Melittidae que con esta actividad polinizan las flores llevando el polen en sus patas.

## Taxonomía
Ceratandra harveyana fue descrita por (Lindl.) Schltr.  y publicado en Botanische Jahrbücher für Systematik, Pflanzengeschichte und Pflanzengeographie 24: 433. 1898.
Etimología
Ceratandra  fue propuesta en 1837 por Bauer, quien eligió el nombre del griego, keras = "cuerno", y andros= "el hombre", refiriéndose a la forma del casco ondulado de las flores de la especie  tipo.
venosa: epíteto latino de venosus que significa "con venas".
Sinonimia
- Corycium venosum (Lindl.) Rolfe
- Evota venosa (Lindl.) Schelpe
- Pterygodium venosum Lindl.[6]